# Mai Jia
Jiang Benhu (Fuyang, 1964) - 蒋本浒 en xinès simplificat; 蔣本滸, en xinès tradicional; Jiǎng Běnhǔ en pinyin - conegut com a Mai Jia - Maì Jiā en pinyin - és un escriptor i periodista xinès contemporani. La seva família segons els paràmetres de la doctrina maoista era una enemiga de classe (el pare era un contrarevolucionari, l'avi matern terratinent i l'avi patern era de religió cristiana) però va poder ingressar a l'exèrcit, on va estudiar telecomunicacions a l'Acadèmia d'Enginyers i va treballar en els serveis d'intel·ligència. A l'Acadèmia de Belles Arts de l'Exèrcit Popular d'Alliberament va fer evident el seu talent literari per la qual cosa es va dedicar a tasques de propaganda. La publicació d'El Do, la seva primera novel·la, el 2002, va significar un èxit notable i li va permetre aconseguir els premis literaris més importants de la Xina, entre ells el Premi Mao Dun de l'any 2008, per la novel·la 暗算 (àn suàn), traduïda al anglès com "In the Dark". En l'actualitat és un dels escriptors amb més cèlebres d'aquest país. Ha obtingut els càrrecs de president de l'Associació d'Escriptors de Zhejiang i sotspresident de l'Associació d'Art i Literatura de Zhejiang.